# Blauneria
Genre
Blauneria est un genre d’escargots terrestres de petit taille de la famille des Ellobiidae, peuplant les rivages de mangrove des mers tropicales. Au sein de cette famille, les escargots de ce genre se distinguent facilement du fait de leur enroulement senestre.
L’espèce type du genre est Blauneria heteroclita.
Le genre a été est nommé par Robert James Shuttleworth en hommage au naturaliste Bernard Friedrich Blauner (1803-1853) qui lui a transmis les spécimens de l’espèce type collectés à Porto Rico.

## Description
Les espèces rattachées au genre Blauneria présentent une coquille mesurant au plus 8 mm. La coquille est allongée, fragile, translucide, blanchâtre, à enroulement senestre. La spire peut compter jusqu’à neuf tours aplatis. Le dernier tour représente 60% de la longueur de la coquille. Cette dernière ne présente pas d’ombilic. L’ouverture représente 70% de la longueur du dernier tour. Elle est de forme ovale allongée, avec un lèvre interne présentant un très petit pli columellaire. La lèvre externe est aiguë et lisse. Le protoconque est proéminent, lisse, formé d’un à un tour et demi.
La radula des espèces du genre Blauneria se caractérise une dent centrale large, triangulaire, à base échancrée et petite couronne unicuspide. Les dents latérales réduisent progressivement de taille en direction de la bordure, sont bicuspides avec un fort mésocone et un moindre endocone ; aucune différence morphologique entre les dents latérales et marginales.
L’animal est blanchâtre, translucide, avec de courtes tentacules cylindriques et des yeux noirs saillants à leur base.

## Liste des espèces
Selon World Register of Marine Species (28 novembre 2022) :
- Blauneria exsilium Preston, 1912
- Blauneria gracilis Pease, 1860
- Blauneria heteroclita (Montagu, 1808) - espèce type
- Blauneria leonardi Crosse, 1872
- Blauneria quadrasi Möllendorff, 1895

## Distribution
Le genre Blauneria est de distribution tropicale, connu des littoraux des océans Indien et Pacifique et des rivages de l’Atlantique ouest.

## Écologie
Les espèces du genre Blauneria vivent habituellement sur la ligne de haute marée des mangroves, dans le sédiment, sous des cailloux ou des branches en décomposition. 
À Hawaï, l’espèce Blauneria gracilis a été observée vivre dans les fissures des cailloux couverts par la mer à marée haute, se déplaçant à la base humide de ces cailloux à marée basse.